# Gase im Endlager für radioaktive Abfälle
Das Problem der Gase im Endlager von radioaktiven Abfällen ist seit längerer Zeit erkannt. Auch die deutsche Reaktor-Sicherheitskommission (RSK) hat zur Gasbildung in kerntechnischen Endlagerstätten  bereits Studien in Auftrag gegeben und unter dem Titel Gase im Endlager ausgewertet. Eine 2009 initiierte Studie verschiedener Fachorganisationen auf EU-Ebene dazu läuft unter dem Titel FORGE.

## Problemstellung
Neben geologischen Störungen im Gestein, die im Laufe der langen Einlagerungs-Zeiträume physikalische Kräfte auf ein Endlager ausüben können, sind Gase eines der sensibelsten Probleme solcher Tiefenlagerungs-Konzepte. Die eingelagerten Metalle sowie unvermeidbar mit eingelagerte organische Stoffe oder Mikroorganismen produzieren durch Korrosion respektive Stoffwechsel-Vorgänge Gase, etwa Wasserstoff und Methan. Diese werden im dichten Wirtsgestein des Endlagers nur langsam abgeführt, es kommt im Lager zum Druckaufbau, der sogar den Gebirgsdruck überschreiten könnte. Unterschiedliche Berechnungen verschiedener Organisationen haben nach 1000 Jahren Einlagerungs-Zeit für ein Lager mit hochaktiven Abfällen Druckwerte von z. B. 20 bar oder gar 40 bar ergeben – Werte, die eine Langzeit-Sicherheit des Lagers in Frage stellen könnten. Mikroorganismen wie Deinococcus radiodurans sind in der Lage auch erhebliche Dosen ionisierender Strahlung, wie sie in vergleichsweise „frischen“ abgebrannten Brennstoff zu erwarten sind, zu überdauern. Auch die durch Alphastrahlung entstehenden Mengen an Helium können – so sie sich über längere Zeit ansammeln – Druck aufbauen. Jedoch ist zu bedenken, dass Helium höchstflüchtig ist und der Zerfall mit der Zeit exponentiell abnimmt. In inzwischen über sechs Jahrzehnten Lagerung radioaktiver Abfälle in CASTOR und vergleichbaren Behältern konnte nie ein entsprechender Druckaufbau während der Zeit besonders heftigen Zerfalls unmittelbar nach Entnahme aus dem Abklingbecken beobachtet werden. Auch bei den natürlichen Analoga Uranlagerstätte bzw. Naturreaktor Oklo sind derartige Phänomene nicht bekannt. Im Gegenteil ist der größte Teil der Spaltprodukte in Oklo auch binnen zwei Milliarden Jahren kaum aus dem Ursprungsgestein ausgetragen worden.

## Forschung
Es besteht eine hohe Unsicherheit bezüglich dieser Gasgenerationsraten. Lösungsansätze sieht man in einer künstlichen Erweiterung der Gesteinsporen, welche die Gase mit einer gewissen, begrenzten Kapazität auch natürlich abzuführen vermögen. Die RSK stellt aber dennoch fest, dass es zu Rissen kommen könnte, welche andererseits die beabsichtigte Barrierewirkung des Gesteins beeinträchtigen könnten. Neue Erkenntnisse lieferte 2016 die ETH Lausanne: Forscher dort stellten fest, dass es im Lagergestein Opalinuston auch Bakterienarten gibt, welche den Wasserstoff nicht auf-, sondern abbauen. Allerdings ist noch nicht klar, ob sie nicht auch schädliche Einwirkungen haben könnten.

## Vorbeugung
Eine Möglichkeit, dem Problem vorzubeugen ist, eine entsprechende Behandlung bzw. Wiederaufarbeitung des Materials, welche Gase oder Substanzen aus denen sich Gase bilden können (Wasser, Kohlenwasserstoffe etc.) so weit möglich aus dem Material entfernt. Bei so genannten schwach radioaktiven Abfällen (Schutzkleidung, Arbeitsgegenstände o. ä. aus kerntechnischen Anlagen) ist eine so genannte thermische Behandlung (=Verbrennung) zur Verringerung von Gewicht und Volumen bereits üblich. Ein Großteil der enthaltenen flüchtigen Substanzen wird dabei mit den Rauchgasen kontrolliert und gefiltert in die Atmosphäre abgegeben oder separat entsorgt. Auch von der so genannten Vitrifizierung erhofft man sich eine keramikartige chemisch inerte Form, welche das Ausgasen auch über geologische Zeiträume verhindert – in der Natur ist ein vergleichbares Phänomen bei der Ansammlung von Helium aus Alphazerfall in Erdgasvorkommen zu beobachten. Der abgebrannte Brennstoff wie er zum Beispiel in deutschen Leichtwasserreaktoren anfällt ist im Wesentlichen eine Urandioxid-Keramik (Oxidkeramik) mit hoher chemischer und physikalischer Beständigkeit. Diese sind umhüllt von Zircalloy-Hüllrohren, welche im Wesentlichen aus Zirconium bestehen. Im Betrieb in Kernkraftwerken sowie in der Lagerung in Abklingbecken, wo deutlich höhere Temperaturen, Drücke und Strahlungswerte auftreten als im Endlager, können diese Barrieren anfallende Gase zurückhalten. Zirconium ist an der Luft durch eine dünne, sehr dichte Zirconiumoxidschicht passiviert und deshalb reaktionsträge. Es ist darum in fast allen Säuren unlöslich, lediglich Königswasser und Flusssäure greifen Zirconium schon bei Raumtemperatur an. Wässrige Basen reagieren nicht mit Zirconium. Zirconium lässt sich in vielen Lebewesen (darunter Menschen) nachweisen, scheint aber keine biologische Rolle in irgendeiner bekannten Lebensform zu spielen. Die chemische Toxizität von Zirconium und den meisten seiner Verbindungen ist gering.
Die Auswirkungen eventueller mikrobiologischer Aktivität ist jedoch schwer vorherzusagen, da ein Reaktordruckgefäß gleichsam gleichzeitig einen Autoklav und eine Bestrahlungssterilisation darstellt und somit selbst die widerständigsten bekannten extremophilen Lebensformen innerhalb eines in Betrieb befindlichen Reaktorkerns nicht überleben.

## Nachweise
- ENSI: Erfahrungs- und Forschungsbericht 2011